# Middelsprake
El Middelsprake es una lengua construida diseñada por Ingmar Roerdinkholder (posteriormente miembro del grupo que desarrolla el Folkspraak). El Middlesprake terminó siendo muy semejante y cercano a Folkspraak, por lo que suele ser considerado una variante dialectal del mismo. Las principales diferencias están en la ortografía y la fonología, más arcaicas en el caso del Middlesprake y más apegadas a los idiomas germánicos contemporáneos y más simples en el caso del Folkspraak. 
El Middelprake está construido mediante la comparación entre ocho idiomas germánicos vivos: inglés, alemán, neerlandés, danés, sueco, bajo sajón, frisón y noruego nynorsk; resultando un idioma intermedio entre variedades del oeste y de Escandinavia. Se ha probado que los habitantes de Alemania, los Países Bajos, Dinamarca y Suecia lo pueden entender a primera vista; y que los hablantes del inglés pueden reconocer muchas de las palabras del Middelsprake.
- Datos: Q6013578